# رسالة من امرأة مجهولة (فلم 1948)
رسالة من امرأة مجهولة (بالإنجليزية: Letter from an Unknown Woman) هو فيلم أبيض وأسود درامي رومانسي أمريكي إنتاج عام 1948 تم إصداره بواسطة يونيفرسال بيكشرز وإخراج ماكس أوفيلس الفيلم يستند إلى الرواية التي تحمل الاسم نفسه للكاتب النمساوي شتيفان تسفايغ. الفيلم من بطولة جوان فونتين، لويس جوردان ، مادي كريستيانس ، ومارسيل جورنت .
تم اختيار رسالة من امرأة مجهولة لحفظها في السجل الوطني للأفلام بالولايات المتحدة من قبل مكتبة الكونغرس باعتبارها "مهمة ثقافيًا أو تاريخيًا أو جماليًا". عُرض الفيلم في يوليو 2021 في قسم "كلاسيكيات كان" في مهرجان كان السينمائي 2021.

## فريق التمثيل
- جوان فونتين في دور ليزا بيرندل
- لويس جوردان في دور ستيفان براند
- مادي كريستيانز بدور السيدة برندل
- مارسيل جورنيت  بدور يوهان ستوفر
- آرت سميث بدور جون، كبير الخدم الأخرس
- هوارد فريمان بدور السيد كاستنر
- كارول يورك بدور ماري
- جون جود بدور الملازم ليوبولد فون كالتنجر
- ليو بي بيسين بدور ستيفان جونيور
- إرسكين سانفورد بدور بورتر
- أوتو والديس بدور البواب
- سونيا والديس بدور السيدة سبيتزر

## روابط خارجية
- Letter from an Unknown Woman  في قاعدة بيانات الأفلام على الإنترنت (بالإنجليزية)
- Letter from an Unknown Woman في قاعدة بيانات تيرنر كلاسيك موفيز للأفلام.
- Letter from an Unknown Woman على موقع أول موفي.
- Filmsite.org essay
- Senses of Cinema essay by Alexander Dhoest
- Senses of Cinema essay by Carla Marcantonio
- Letter from an Unknown Woman at Louisjourdan.net
- Letter from an Unknown Woman essay by Daniel Eagan in America's Film Legacy: The Authoritative Guide to the Landmark Movies in the National Film Registry, Bloomsbury Academic, 2010 (ردمك 0826429777), pages 414-416